# (2149) Schwambraniya
(2149) Schwambraniya est un astéroïde de la ceinture principale.

## Description
(2149) Schwambraniya est un astéroïde de la ceinture principale. Il fut découvert le 22 mars 1977 à Naoutchnyï par Nikolaï Tchernykh. Il présente une orbite caractérisée par un demi-grand axe de 2,55 UA, une excentricité de 0,11 et une inclinaison de 7,7° par rapport à l'écliptique.

## Nom
L'astéroïde a été nommé d'après le pays des merveilles appelé "Schwambranie" et construit par les personnages du roman pour enfants Le Voyage imaginaire écrit par Léo Cassil.

## Compléments